# Großsteingräber bei Stintenburger Hütte
Die Großsteingräber bei Stintenburger Hütte waren mehrere megalithische Grabanlagen unbekannter Zahl der jungsteinzeitlichen Nordgruppe der Trichterbecherkultur bei Stintenburger Hütte, einem Ortsteil der Gemeinde Zarrentin am Schaalsee im Landkreis Nordwestmecklenburg in Mecklenburg-Vorpommern. Sie wurden wohl im 18. oder frühen 19. Jahrhundert zerstört. Ihre einstige Existenz ist nur durch einen Bericht von Johann Andreas Walcke aus dem Jahr 1835 überliefert, der bei Stintenburger Hütte „zerstörte Grabhügel und Riesenbetten“ erwähnt. Zur genauen Lage, der Orientierung, den Maßen und dem Typ der zerstörten Großsteingräber liegen keine Informationen vor. Beim 4 km südwestlich von Stintenburger Hütte gelegenen Ort Stintenburg soll es laut Walcke weitere Großsteingräber gegeben haben.